# Spunk
A Spunk a Sex Pistols angol punk együttes bootleg demo albuma. 1977 szeptemberében vagy októberében adták ki az Egyesült Királyságban.
Az albumon stúdióban készült demofelvételek és beszélgetések szerepelnek, melyeket 1976-ban és 1977 végén rögzítettek Dave Goodmannel. Ekkor Glen Matlock még tagja volt az együttesnek. A legtöbb dalt később újra felvették és kiadták az együttes egyetlen albumán, a Never Mind the Bollocks, Here’s the Sex Pistols-on.

## Alternatív debütálás
Több személy, köztük néhány brit zenei újságíró gyanította, hogy a Spunk bootleg megjelenéséért Malcolm McLaren, az együttes menedzsere a felelős. Ez a Virgin Records-szal kötött szerződés megsértését jelentette volna, ugyanis a Spunk akkor jelent meg, amikor a kiadó a Never Mind the Bollocks lemezt készítette. McLaren szerepe a Spunk megjelenésében mindössze spekulatív, habár cége, a Glitterbest birtokolta a demók jogait – a Spunkon szereplő felvételek pedig kiváló minőségűek. További bizonyítékként fogadható el, hogy a kiadvány mátrix számában a "LYN-" előtag szerepel. Ez a Lyntone lemezgyárra utal, amely nem volt hajlandó bootlegnek tűnő felvételeket kiadni. McLaren mindig elutasította, hogy köze lenne a Spunkhoz, de elismerte, hogy jobban kedvelte a Never Mind the Bollocks-nál.
Több rajongó egyetért abban – McLarennel és Goodmannel –, hogy a Spunk nyers felvételei sokkal jobbak a hivatalos kiadványoktól, mivel hűen adják vissza a Sex Pistols eredeti felállásának hangzását. Éppen ezért a Spunkot többször nevezték a Sex Pistols de facto debütáló lemezének.

## Újrakiadások
Az eredeti Spunkot már megjelenésekor többször másolták és bootlegelték. A felvételek azóta rengeteg különböző változatban jelentek meg, köztük a széles körben ismert No Future UK? kiadványon, amelyen három extra dal szerepel. Dave Goodman is több kiadványon szerepeltette ezeket a felvételeket, vagy azok újrakevert változatait.
A Spunk több hivatalos kiadványnak is része lett. A Virgin Records 1996-ban a Never Mind the Bollocks különleges duplalemezes kiadása mellé kiadta a Spunkot.
A Sanctuary Records 2006. július 17-én limitált példányszámban (1000 példány) jelentette meg az eredeti lemezváltozatot. A CD-változat tartalmazta a No Future UK? három bónuszdalát.

## Az album dalai
A dalokat a Sex Pistols írta, az eredeti kiadáson a Spunkot jelölték meg szerzőnek. Néhány dal helytelen címmel szerepelt, a valódi címek zárójelben szerepeltek.

### Első oldal
| #  | Cím                          | Hossz |
| -- | ---------------------------- | ----- |
| 1. | Lazy Sod (Seventeen)         | 2:08  |
| 2. | Satellite                    | 4:10  |
| 3. | Feelings (No Feelings)       | 2:51  |
| 4. | Just Me (I Wanna Be Me)      | 3:11  |
| 5. | Submission                   | 4:17  |
| 6. | Nookie (Anarchy in the U.K.) | 4:07  |

### Második oldal
| #  | Cím                                      | Hossz |
| -- | ---------------------------------------- | ----- |
| 1. | No Future (God Save the Queen)           | 3:37  |
| 2. | Problems                                 | 4:19  |
| 3. | Lots of Fun (Pretty Vacant)              | 3:09  |
| 4. | Liar                                     | 2:44  |
| 5. | Who Was It (EMI)                         | 3:15  |
| 6. | New York (Looking for a Kiss) (New York) | 3:08  |

## Közreműködők
- Johnny Rotten – ének
- Steve Jones – gitár, háttérvokál
- Glen Matlock – basszusgitár, háttérvokál
- Paul Cook – dob, háttérvokál
- Dave Goodman – producer

## Felvételek
- 1–5. dalokat az együttes Denmark Street-i próbatermében rögzítették (keverve a Riverside/Decibel Studios-ban); 1976. július 13–30.
- A 6. dalt a Lansdowne/Wessex Studios-ban rögzítették; 1976. október 10–12.
- A második oldal dalait a Gooseberry/Eden Studios-ban rögzítették; 1977. január 17–28.